# 圓斑磨塘鱧
圓斑磨塘鱧（学名：Trimma macrophthalma），又名大眼磨塘鱧，为鰕虎科磨塘鱧屬下的一个种。